# Arco aórtico doble
El arco aórtico doble (AAD) es una malformación cardiovascular congénita relativamente rara. El AAD es una anomalía del arco aórtico en el que dos arcos aórticos forman un anillo vascular completo que puede comprimir la tráquea y / o el esófago . Por lo general, hay un arco derecho más grande (dominante) detrás y un arco aórtico izquierdo más pequeño (hipoplásico) delante de la tráquea / esófago. Los dos arcos se unen para formar la aorta descendente, que generalmente está en el lado izquierdo (pero puede ser del lado derecho o en la línea media). En algunos casos, el extremo del arco aórtico izquierdo más pequeño se cierra (arco atrésico izquierdo) y el tejido vascular se convierte en un cordón fibroso. Aunque en estos casos no está presente un anillo completo de dos arcos aórticos patentes, el término "anillo vascular" es el término genérico aceptado incluso en estas anomalías. 
Los síntomas están relacionados con la compresión de la tráquea, el esófago o ambos por el anillo vascular completo. El diagnóstico a menudo puede sospecharse o realizarse mediante una radiografía de tórax, esofagrama de bario o ecocardiografía. La tomografía computarizada (TC) o la resonancia magnética (RM) muestran la relación de los arcos aórticos con la tráquea y el esófago y también el grado de estrechamiento traqueal. La broncoscopia puede ser útil para evaluar internamente el grado de traqueomalacia . El tratamiento es quirúrgico y está indicado en todos los pacientes sintomáticos. En la era actual, el riesgo de mortalidad o morbilidad significativa después de la división quirúrgica del arco menor es bajo. Sin embargo, el grado preoperatorio de traqueomalacia tiene un impacto importante en la recuperación postoperatoria. En ciertos pacientes pueden pasar varios meses (hasta 1 a 2 años) para que desaparezcan los síntomas respiratorios obstructivos (sibilancias). 

## Signos y síntomas
Los síntomas son causados por la compresión vascular de la vía aérea, el esófago o ambos. Se presenta a menudo dentro del primer mes (período neonatal) y generalmente dentro de los primeros 6 meses de vida. A partir del nacimiento, puede estar presente un estridor inspiratorio y espiratorio (ruido de tono alto debido al flujo de aire turbulento en la tráquea)  a menudo en combinación con un silbido espiratorio. La gravedad del estridor puede depender de la posición del cuerpo del paciente. Puede ser peor cuando el bebé está acostado boca arriba y no de costado. A veces, el estridor se puede aliviar extendiendo el cuello (levantando el mentón). Los padres pueden notar que el llanto del bebé es ronco y la respiración ruidosa. Con frecuencia hay tos persistente. Cuando la obstrucción de las vías respiratorias es significativa, puede haber episodios de cianosis severa ("bebé azul") que pueden llevar a la pérdida del conocimiento. Las infecciones respiratorias recurrentes son comunes y las secreciones pulmonares secundarias pueden aumentar aún más la obstrucción de las vías respiratorias. 
Como consecuencia de la compresión del esófago, los bebés a menudo se alimentan mal. Pueden tener dificultades para tragar líquidos con asfixia o regurgitación y aumento de la obstrucción respiratoria durante la alimentación. Los pacientes mayores pueden negarse a tomar alimentos sólidos, aunque la mayoría de los bebés con síntomas graves en la actualidad son operados antes de que se les ofrezca alimentos sólidos. 
Ocasionalmente, los pacientes con arcos aórticos dobles se presentan tarde (durante la infancia o la edad adulta). Los síntomas pueden simular asma. 

## Causas
Poco se sabe sobre las causas exactas de las anomalías del arco aórtico. Sin embargo, la asociación con la deleción del cromosoma 22q11 (CATCH 22) implica que es probable un componente genético en ciertos casos. También se da en algunos pacientes con doble arco aórtico la atresia esofágica .

## Diagnóstico
- Diagnóstico prenatal (ultrasonido fetal): hoy en día, el diagnóstico de doble arco aórtico se puede obtener dentro del útero en centros experimentados.[5] La reparación programada poco después del nacimiento en pacientes sintomáticos puede aliviar la compresión traqueal tempranamente y, por lo tanto, potencialmente prevenir el desarrollo de traqueomalacia severa.
- Radiografía de tórax: las radiografías simples de tórax de pacientes con doble arco aórtico pueden parecer normales (a menudo) o mostrar un arco aórtico derecho dominante o dos arcos aórticos. Puede haber evidencia de desviación traqueal y / o compresión. A veces los pacientes presentan hallazgos radiológicos de neumonía.
- Ingestión de bario (esofagrafía): históricamente, el esofagrama solía ser el la prueba principal para el diagnóstico del doble arco aórtico. En pacientes con doble arco aórtico, el esófago muestra hendiduras en los lados izquierdo y derecho de la compresión vascular. Debido al movimiento de la aorta y los dos arcos relacionados con la presión arterial, las imágenes en movimiento del esófago lleno de bario pueden demostrar la naturaleza pulsátil típica de la obstrucción. La hendidura del arco derecho dominante suele ser más profunda y más alta en comparación con la hendidura del arco izquierdo.
- Broncoscopia: aunque la broncoscopia no se realiza de forma rutinaria en pacientes con sospecha o confirmación de doble arco aórtico, puede visualizar los sitios y la gravedad de la compresión traqueal pulsátil.
- Ecocardiografía: en los bebés menores de 12 meses, la ecocardiografía se considera sensible y específica para hacer el diagnóstico de doble arco aórtico cuando ambos arcos están abiertos. Los elementos no perfundidos de otros tipos de anillos vasculares (p. Ej., arco izquierdo con extremo atrésico (cerrado)) o el ligamento arterioso pueden ser difíciles de visualizar mediante ecocardiografía.
- Tomografía computarizada (TC): la tomografía computarizada después de la aplicación de medios de contraste suele ser diagnósticamente precisa. Muestra la relación de los arcos con la tráquea y los bronquios.
- Imagen de resonancia magnética (MRI): la imagen de resonancia magnética proporciona imágenes excelentes de la tráquea y las estructuras vasculares circundantes y tiene la ventaja de no usar radiación para la imagen en comparación con la tomografía computarizada.
- Cateterización / aortografía cardíaca: en la actualidad, los pacientes con doble arco aórtico generalmente solo se someten a cateterización cardíaca para evaluar la hemodinámica y la anatomía de los defectos cardíacos congénitos asociados. A través de un catéter en la aorta ascendente se inyecta un medio de contraste y la aortografía resultante puede usarse para delinear la anatomía del doble arco aórtico, incluidos los sitios de estrechamiento en el arco aórtico izquierdo. La aortografía también se puede utilizar para visualizar el origen de todos los vasos de la cabeza y los brazos que se originan en los dos arcos.

### Clasificación
El arco aórtico doble es un subtipo de anillo vascular completo. Hay tres tipos de arco aórtico doble: 
- Arco dominante derecho (alrededor del 70% de los casos quirúrgicos)
- Equilibrado o codominante (aproximadamente 5%): ambos arcos son del mismo tamaño
- Izquierda dominante (alrededor del 25%)

Arco aórtico doble con arco dominante derecho: normalmente solo hay un arco aórtico (izquierdo). En pacientes con doble arco aórtico, la aorta ascendente surge normalmente del ventrículo izquierdo, pero luego se divide en dos arcos, un arco aórtico izquierdo y uno derecho que se unen posteriormente para convertirse en la aorta descendente. 
El arco izquierdo más pequeño pasa por delante y hacia la izquierda de la tráquea en la posición habitual. A menudo se une con el ligamento arterioso (o conducto arterioso permeable ) donde forma la aorta descendente. El arco izquierdo da origen a la arteria carótida común izquierda y luego a la arteria subclavia izquierda . 
El arco aórtico derecho completa el anillo vascular pasando a la derecha y luego detrás del esófago y la tráquea para unirse a la aorta descendente generalmente izquierda. El primer vaso que sale del arco derecho suele ser la arteria carótida común derecha seguida de la arteria subclavia derecha . 
Arco aórtico doble con arco dominante izquierdo: en esta condición menos común, como su nombre indica, el arco izquierdo es el mayor de los dos arcos aórticos. Los orígenes de los vasos del brazo y la cabeza son idénticos a la anatomía del arco aórtico doble con arco dominante derecho 
Arco aórtico doble equilibrado o codominante: en esta rara condición, ambos arcos aórticos son del mismo diámetro. 

## Tratamiento
La corrección quirúrgica está indicada en todos los pacientes con doble arco aórtico con síntomas obstructivos (estridor, sibilancias, infecciones pulmonares, mala alimentación con asfixia). Si los síntomas están ausentes, un enfoque conservador (espera vigilante) puede ser razonable. Los niños con síntomas muy leves pueden superar sus síntomas pero necesitan un seguimiento regular. 

### Anestesia y monitoreo intraoperatorio.
El procedimiento se realiza con anestesia general. Es útil colocar sondas de oxímetro de pulso en ambas manos y un pie para que la prueba de oclusión de un arco o sus ramas permita la confirmación de la anatomía. Además, los manguitos de presión arterial también se deben colocar en una pierna y en ambos brazos para confirmar la ausencia de un gradiente de presión cuando el punto de división previsto del arco menor se ocluye temporalmente con pinzas. 

### División abierta del anillo vascular.
El arco aórtico doble aislado sin defectos intracardíacos asociados es una anomalía vascular que puede corregirse sin el apoyo del baipás cardiopulmonar . 
Para la división quirúrgica del arco aórtico izquierdo más estrecho en un paciente típico de doble arco con un arco derecho dominante, el paciente se coloca en el lado derecho. Después de preparar y cubrir el tórax izquierdo, se realiza una toracotomía posterolateral. Se acceda a la cavidad torácica  entre la cuarta y quinta costilla (cuarto espacio intercostal, como en la operación para el conducto arterioso permeable o coartación ). Después de hacer a un lado el pulmón izquierdo, se hace una incisión en la capa ( pleura mediastínica ) sobre el arco izquierdo y el arco izquierdo y el ligamento arterioso se disecan y se separan de las estructuras circundantes. El ligamento se divide y se colocan dos pinzas vasculares en la unión del arco izquierdo con la aorta descendente. Después de la división, los dos extremos aórticos se cubren con 2 capas continuas de suturas no absorbibles. El extremo del arco izquierdo ahora se diseca aún más de los tejidos mediastínicos para aliviar cualquier mecanismo de constricción restante. La superficie medial de la aorta descendente y el extremo distal también se separan cuidadosamente del esófago. Se puede obtener una ayuda adicional cosiendo la pared lateral de la aorta a la costilla adyacente para alejarla del esófago. 
Después de la inserción de un tubo torácico para prevenir el hemotórax y / o neumotórax, las costillas cuarta y quinta se aproximan mediante una sutura absorbible. La cirugía se completa con el cierre de la herida de toracotomía izquierda en capas. 
En la mayoría de los centros, el riesgo de mortalidad por cirugía está entre el cero y el 2%. [cita requerida] Un riesgo específico de reparación quirúrgica abierta del doble arco aórtico es la lesión del nervio laríngeo recurrente, que puede causar parálisis de las cuerdas vocales. La lesión del sistema linfático puede conducir al quilotórax postoperatorio. Los riesgos adicionales incluyen lesión pulmonar, sangrado con la necesidad de transfusiones de sangre e infección de la herida. 

### Cuidados postoperatorios
Después de la cirugía, algunos pacientes requieren intubación y ventilación mecánica durante varios días para permitir una cicatrización traqueal adecuada, pero a la mayoría de los pacientes se les pueden quitar los tubos poco después de la cirugía. Los síntomas obstructivos de las vías respiratorias pueden empeorar en las primeras semanas postoperatorias. Solo unos pocos pacientes tienen alivio inmediato del estridor, pero muchos obtienen alivio inmediato de los problemas para tragar (disfagia). Después de la extubación, puede ser necesario mantener una presión positiva en las vías respiratorias mediante los flujos apropiados de una mezcla humidificada de oxígeno / aire. 

## Epidemiología
Los anillos vasculares completos representan aproximadamente 0.5-1% de todas las malformaciones cardiovasculares congénitas. La mayoría de estos son arcos aórticos dobles. No existe una preferencia de género conocida, es decir, hombres y mujeres se ven igualmente afectados. Tampoco hay disposición étnica o geográfica conocida. 
Se encuentran anomalías cardiovasculares asociadas en el 10-15% de los pacientes. Éstas incluyen: 
- Comunicación interauricular (TEA)
- Defecto del tabique ventricular (VSD)
- Ductus arterioso permeable (PDA)
- Tetralogía de Fallot (ToF)
- Transposición de las grandes arterias (D-TGA)

## Historia
Las anomalías congénitas del arco aórtico se conocen desde hace mucho tiempo. La primera descripción post mortem del arco aórtico doble fue realizada por Hommell en 1737. En 1837, von Siebold publicó un informe de un caso en la literatura médica alemana titulado "Ringfoermiger Aortenbogen bei einem neugeborenen blausuechtigen Kinde" (Arco aórtico en forma de anillo en un neonato cianótico).
Con el uso de la esofagografía con bario, fue posible diagnosticar anomalías del arco aórtico durante la vida en la década de 1930. La primera corrección quirúrgica abierta por toracotomía fue realizada por Robert E. Gross en el Children's Hospital Boston en 1945. Gross es uno de los pioneros de la cirugía cardiovascular, que también realizó la primera ligadura exitosa de un conducto arterioso permeable 7 años antes. Neuhauser, de la misma institución, describió en 1946 la base para el diagnóstico radiológico por deglución de bario (esofagrama) del arco aórtico doble (y otras formas de anillos vasculares).
Ciertos tipos de arco aórtico doble con un arco izquierdo de diámetro pequeño (menos de 2 o 3 mm ) o atrésico pueden ser adecuados para tratarlos con cirugía toracoscópica asistida por video mínimamente invasiva (VATS).